# Alfredo Devincenzi
Alfredo Ciríaco Devincenzi, manchmal auch de Vincenzi (* 9. Juni 1907 in Buenos Aires; † unbekannt) war ein argentinischer Fußballspieler. Der Stürmer nahm an der Fußball-Weltmeisterschaft 1934 teil.

## Karriere

### Verein
Alfredo Devincenzi begann seine Karriere 1925 bei Estudiantil Porteño und wechselte 1928 zu River Plate. 1929 kehrte er zu Estudiantil Porteño zurück und unterschrieb 1931 beim Profiteam von Racing Club. 1934 spielte er erneut für Estudiantil Porteño und wurde am Ende der Saison Meister der Asociación Argentina de Football, auch wenn er im selben Jahr sich dem italienischen Topklub Ambrosiana-Inter anschloss. Für Inter erzielte er in zwei Jahren 21 Tore in 52 Spielen. 1936 kam er nach Argentinien zurück und ließ seine Karriere bei San Lorenzo ausklingen.

### Nationalmannschaft
Devincenzi wurde 1934 von Nationaltrainer Filippo Pascucci in den Kader der Nationalmannschaft für die Weltmeisterschaft in Italien berufen und zum Kapitän ernannt. Wegen einer Reise zu seiner Verwandtschaft in Florenz verlor er dieses Amt. Im Achtelfinale, dem ersten und gleichzeitig letzten Turnierspiel der Albiceleste, spielte er bei der 2:3-Niederlage gegen Schweden.

## Erfolge
Racing Club
- Sieger der Copa Beccar Varela: 1932
- Sieger der Copa de Competencia: 1933

Estudiantil Porteño
- Argentinischer Meister: 1934